# Mushroom Peak
Mushroom Peak är bergstoppar i Kanada.   De ligger i provinsen Alberta, i den centrala delen av landet, 3 100 km väster om huvudstaden Ottawa.
Trakten runt Mushroom Peak består i huvudsak av gräsmarker. Trakten runt Mushroom Peak är nära nog obefolkad, med mindre än två invånare per kvadratkilometer.